# Grupo Uvesa
El grupo Uvesa es un grupo empresarial español con sede en la localidad navarra de Tudela, España, que se dedica a las áreas productivas avícola, porcina y de piensos. A nivel nacional, el grupo cuenta con cuatro plantas procesadoras de aves, tres fábricas de piensos y dos incubadoras; y da trabajo directamente o indirecta a más de 1.700 personas. Su producción anual supera el millón de pollos, lo que representa el 10% del consumo en España.

## Historia
El grupo empresarial Piensos y Compuestos UVE fue fundado en 1964 en Tudela, España, por un grupo de veterinarios. Poco tiempo después, entre ese año y 1969, se le cambió el nombre al actual Uvesa. Conforme al patrimonio de la empresa, al criadero de aves inicial se le añadirían 3 fábricas de piensos en las localidades de Tudela (Navarra), Valladolid (Castilla la Vieja, actual Castilla y León) y Alcácer (Valencia). 
Entre la década de 1970 y la de 1980 se abrieron dos plantas de aves más en las localidades de Prado Vega, actual Cuellar (Castilla y León) y Saconda, actual Catarroja (Valencia).
En la década de 2000 se implementó una nueva planta de aves en Málaga (Andalucía) con instalaciones punteras de producción y sacrificio. En 2008, la nueva planta procesadora de aves en Tudela comenzó a funcionar.
En 2012 se hacen inversiones en las instalaciones de Cuellar y Málaga.
En enero de 2016 comienza la actividad productiva de la nueva incubadora en Tudela. Al año siguiente, en 2017, se realizan inversiones en las plantas de Tudela y Cuéllar, mientras que las antiguas plantas de Prado Vega y Saconda, pasan a conocerse como Uvesa Cuéllar y Uvesa Catarrroja respectivamente.
En septiembre de 2017 se incorpora la planta de Rafelbuñol (Valencia), por lo que nace Uvesa Rafelbuñol. Además, también se adquiere una planta de elaborados en Casarrubios del Monte (Castilla-La Mancha).
En agosto de 2020, durante la pandemia de COVID, el gobierno de Navarra realizó 640 pruebas PCR a otros tantos trabajadores de los aproximadamente 800 que tenía en plantilla Uvesa en ese momento. Las pruebas arrojaron 175 positivos en el mayor brote laboral registrado en Navarra. Ese resultado precipitó un cierre obligado de la empresa ese fin de semana, reabriendo en la madrugada del miércoles 2 de septiembre de 2020 con limitación de trabajadores por turno.

## Controversias
En marzo de 2021 se abrió una investigación por la posible comisión de delitos de prevaricación administrativa, malversación y falsedad documental, por haber recibido 3 millones de euros en subvenciones irregulares de la Junta de Andalucía entre 2005 y 2008.
También en el año 2021 el grupo Uvesa fue absuelto de la demanda de la Tesorería General de la Seguridad Social por tener falsos autónomos a través de la subcontratación con la empresa Servicarne, pese a que las condiciones de precarización laboral de los trabajadores habían sido denunciadas por varios sindicatos como CCOO o UGT; condiciones facilitadas por la fórmula fraudulenta de contratación conocida como falso autónomo. Estas  condiciones suponen jornadas de trabajo muy por encima de las horas reglamentarias, sueldos por debajo del convenio del sector, ausencia de vacaciones o permisos pagados y otros derechos laborales. Antes de ser absuelto de la demanda, en enero del 2019 el grupo ya había acordado con UGT y CCOO la incorporación a su plantilla de los 596 cooperativistas de dicha cooperativa.